# Ventana (bergstopp)
Ventana är en bergstopp i Antarktis. Den ligger i Sydshetlandsöarna. Argentina, Chile och Storbritannien gör anspråk på området.
Terrängen runt Ventana är platt åt sydost, men åt sydväst är den kuperad. Havet är nära Ventana norrut. Trakten är obefolkad. Det finns inga samhällen i närheten. 